# 马来亚新民主青年团
马来亚新民主青年团（英語：Malayan New Democratic Youth's League; abbrev. NDYL ）是马来亚共产党在日本投降后于1945年成立的青年组织。作为当时一个豁免注册的合法性青年运动组织，它获得公开活动的权利。它其实是在秘密的共产主义青年团的基础上建立起来，目的在于团结所有进步青年为争取马来亚的自治与独立做奉献。派驻新青团的组织干部都是马共的青年精英，新青团成立后，他们迅速在全马各州、各重要城镇成立了众多支团和分团。它为马共培育了众多的同情者和支持者，部分成员被吸纳为共青团员或党员。
马来亚新民主青年团是马来亚有史以来最成功、影响力最大的青年组织，它与世界民主青年联盟建立了联系而成为世界青运东南亚最重要的成员。新青团的领导人李送受委为殖民政府立法议会的成员，经常抨击时政，批评殖民政府的各项不合理的政策和措施，为人民争取应得的权益。他也积极参与世界青年运动，多次代表新青团出席国际会议。他被西方学者认定为在加尔各答青年大会期间接受苏联的指示，转达“命令”马共起义的所谓“指令”。
1946年12月22日，新青团加入全马联合行动理事会，共同反对马来亚联合邦计划。此后，全马联合行动理事会与马来左翼政党联盟人民力量中心结盟，形成声势浩大的反联合邦团体。1947年9月21日，全马联合行动理事会-人民力量中心推出了《人民宪章》作为未来的马来亚宪法的基础。1947年10月，为抗议政府通过的《马来亚联合邦宪法提案》，联盟决定发动总罢市，也就是著名的全马总罢市。
1948年6月紧急状态颁布后，新青团与其他反殖组织一起被取缔。与此同时，马共正式发动武装起义，新青团的主要干部和团员都成为各州抗英部队的领导和战士。由此，新青团作为一个合法组织，也就停止存在。